# Deutsche Forschungsanstalt für Segelflug
Die Deutsche Forschungsanstalt für Segelflug (DFS) entwickelte von 1927 bis zum Ende des Zweiten Weltkrieges zahlreiche Segelflugzeuge, raketengetriebene Abfangjäger und Lastensegler, unter anderem den DFS Habicht, das erste voll kunstfluggeeignete Segelflugzeug. Zu den bis 1945 unvollendet gebliebenen Projekten gehörte unter anderem der Stratosphärengleiter des Raumfahrtpioniers Eugen Sänger.

## Geschichte

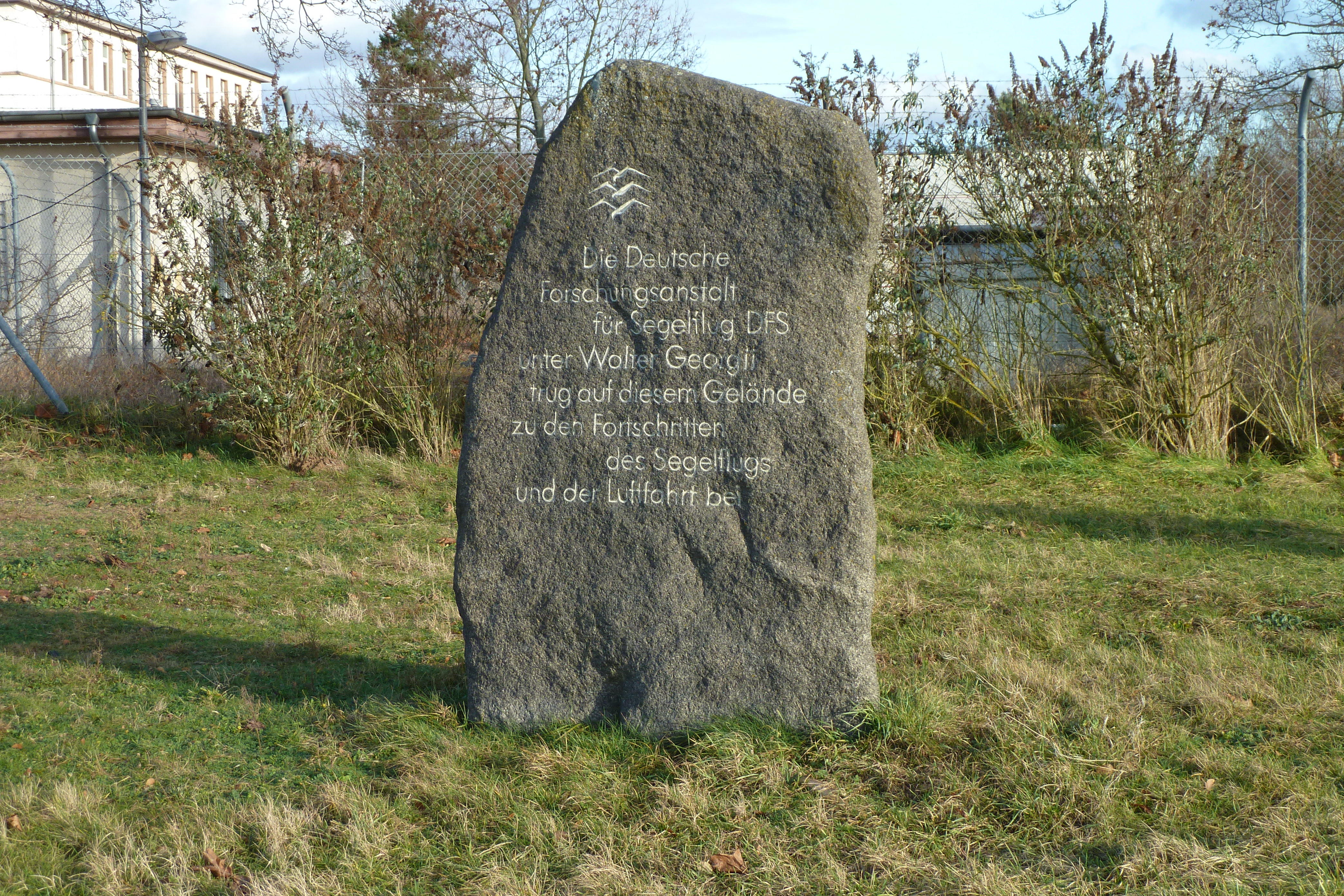
Gedenkstein am August-Euler-Flugplatz

Hervorgegangen ist das Institut aus der Rhön-Rossitten-Gesellschaft (RRG), einer 1925 gegründeten Vereinigung von Segelflugpionieren. Der Hauptsitz der DFS war zunächst auf der Wasserkuppe, 1933 wurde er aus Platzgründen zum Flugplatz Griesheim, etwa sechs Kilometer westlich von Darmstadt mit seiner Technischen Hochschule, verlegt. Dort wurde die DFS, die 1933 73 Mitarbeiter hatte, unter der Leitung von Walter Georgii zu einem bedeutenden Forschungszentrum der Luftfahrt in Deutschland ausgebaut.
Aufgegliedert in mehrere Institute, zum Beispiel für Meteorologie, für die Entwicklung von schwanzlosen Flugzeugen oder der Entwicklung von Fluginstrumenten, wurde im Bereich der zivilen Luftfahrt geforscht. Leiter des Instituts für Flugforschung wurde Fritz Stamer. Ein weiteres Institut für Flugzeugbau beschäftigte sich mit dem Entwurf von Segelflugzeugen; Leiter hier war Hans Jacobs. Das Militär war sich der Bedeutung der erzielten Forschungsergebnisse, etwa zur Bremsklappenthematik, des Flugzeugschlepps und der Luftbetankung für die Luftwaffe bewusst und förderte die Gesellschaft. Aus den Reihen der DFS entstammte auch die dort als Einfliegerin tätige und später als Testpilotin der Luftwaffe bekannte Hanna Reitsch sowie der Höhenrekord-Segelflieger Erich Klöckner.
1937 wurde die Ingenieurschule für Luftfahrttechnik (IfL) am Sitz der DFS gegründet und als Abteilung 12 geführt. Das von Alexander Lippisch geführte Institut, das sich vor allem mit der Entwicklung von schwanzlosen Flugzeugen beschäftigte, siedelte am 2. Januar 1939 geschlossen zur Messerschmitt AG nach Augsburg über und entwickelte dort die Messerschmitt Me 163.
Die DFS wurde 1939 mit dem Ausbruch des Zweiten Weltkriegs zuerst nach Braunschweig und aufgrund von Raummangel im Sommer 1940 schließlich zum Fliegerhorst Ainring verlegt. Zu diesem Zeitpunkt hatte sie 680 Mitarbeiter. Die DFS wurde am 28. April 1945 aufgelöst. Die IfL arbeitete – mit Genehmigung der englischen Besatzungsmacht – an ihrem letzten Standort in Wyk auf Föhr bis zum Abschluss des Sommersemesters 1945 weiter und wurde am 17. August 1945 endgültig geschlossen.

## Bekannte Flugzeugmuster
- DFS Fafnir
- DFS 39 „Delta IV“
- DFS 40 „Delta V“
- DFS 42 „Kormoran“
- DFS 193
- DFS 194
- DFS 203
- DFS 228
- DFS 230
- DFS 331
- DFS 332
- DFS 346
- DFS 582 „Höhenforschungsflugzeug mit Turbinenantrieb“
- DFS Seeadler
- DFS Habicht
- DFS Reiher
- DFS Weihe
- DFS Kranich
- DFS Rhönsperber
- DFS Olympia Meise

## Bedeutende Versuchsprogramme
- frühe Vorplanungen zur projektierten Heinkel He 343, die später als sowjetischer Nachbau Iljuschin Il-22 verwirklicht wurde
- Hochgeschwindigkeitserprobung und Überprüfung des Abkippverhaltens der Heinkel He 280 V7
- Erforschung extremer Aufwinde im Umfeld von Leewellen, wie sie bei Föhnlagen entstehen
- Nachweis des bis dahin nur vermuteten Wellenaufwindes
- Steighöhenrekorde für Segelflugzeuge bei Föhnlagen an den Rand der Stratosphäre
- Überprüfung von Bremsraketen und Schleppkörpern
- Mistelgespannflüge – unter anderem für Kampfmisteln
- Systemerprobung des automatischen Minensprengrings für das spätere Sonderkommando „Mausi“
- Systemerprobung für Ballonabweiser bei Propellermaschinen
- verschiedene Flugzeug-Schlepparten
- Planung und Windkanalversuche für das Punktlandeflugzeug Go 345
- Tragschlepp-Flugerprobung des Raketenflugzeugs Bachem Ba 349
- Erprobung der Flugzeugkopplung im Seil-, Kurz- und Starrschlepp
- Ersterprobung der Argus-Triebwerke
- Erprobung des Personenabwurfgerätes PAG
- Erprobung von automatisch öffnenden Fallschirmen
- interne Erprobung des asymmetrischen Aufklärers Blohm & Voss BV 141
- Erprobung des Selbstopferflugzeuges Me 328
- Erprobung des Staustrahltriebwerks für den Stratosphärengleiter von Eugen Sänger und Irene Bredt
- Konzepte für das Staustrahlprojekt Focke-Wulf-Triebflügel
- Konzepte für Fernlenkung der Fieseler Fi 103